# Alaimia
Alaimia là một đô thị thuộc tỉnh Mascara, Algérie. Dân số thời điểm năm 2002 là 6.75 người.